# 马夸特·斯莱福格特
马夸特·斯莱福格特（德語：Marquardt Slevogt，1909年3月22日—1980年5月25日），德国男子冰球运动员。他曾代表德国参加1928年和1932年冬季奥林匹克运动会冰球比赛，其中1932年冬季奥运会获得一枚铜牌。